# روني هيلستروم
روني هيلستروم (بالسويدية: Ronnie Hellström)‏ (21 فبراير 1949 في السويد - 6 فبراير 2022) هو لاعب كرة قدم سويدي في مركز حراسة المرمى، وشارك في كأس العالم 1970 وكأس العالم 1974 وكأس العالم 1978، وشارك مع منتخب السويد لكرة القدم، أما مع النوادي، فقد لعب مع نادي كايزرسلاوترن ونادي هاماربي لكرة القدم ونادي سوندسفال ‏.

## وصلات خارجية
- روني هيلستروم على موقع الاتحاد الدولي (مؤرشف)  (الإنجليزية)
- روني هيلستروم على موقع قاعدة بيانات كرة القدم.إي يو (الإنجليزية)
- روني هيلستروم على موقع بيانات كرة القدم. دي إي (الألمانية)
- روني هيلستروم على موقع ناشيونال فوتبول تيمز (الإنجليزية)
- روني هيلستروم على موقع Soccerway.com (الإنجليزية)
- روني هيلستروم على موقع عالم كرة القدم.نت (الإنجليزية)